# Echiniscus blumi
Echiniscus blumi är en djurart som tillhör fylumet trögkrypare, och som beskrevs av Ferdinand Richters 1903. Echiniscus blumi ingår i släktet Echiniscus och familjen Echiniscidae. Arten är reproducerande i Sverige.

## Underarter
Arten delas in i följande underarter:
- E. b. blumi
- E. b. schizophilus